# Lăng mộ Kasubi
Các lăng mộ Kasubi nằm tại Kampala, Uganda là các địa điểm chôn lấp của bốn vị Kabaka của Buganda (vua của vương quốc Buganda) và các thành viên trong gia đình Hoàng gia Baganda khác. Do đó, đây vẫn là một địa điểm chính trị và tinh thần quan trong của người Ganda, cũng như là một ví dụ quan trọng về kiến trúc truyền thống. Các lăng mộ đã được UNESCO công nhận là Di sản thế giới từ tháng 12 năm 2001 như là một trong những tòa nhà đáng chú ý nhất sử dụng vật liệu hoàn toàn từ thực vật tại khu vực Châu Phi Hạ Sahara.
Một số tòa nhà lớn đã bị phá hủy gần như hoàn toàn bởi một vụ hỏa hoạn vào tháng 3 năm 2010, nguyên nhân của sự việc đang được điều tra. Chính vì điều này mà tháng 7 năm 2010, Các lăng mộ Kasubi đã bị liệt vào Danh sách di sản thế giới bị đe dọa. Vương quốc Buganda tuyên bố sẽ xây dựng lại lăng mộ cho các vị vua của họ và Tổng thống Uganda Yoweri Museveni cho biết, Chính phủ Uganda sẽ hỗ trợ khôi phục lại khu vực này. Quá trình tái thiết bắt đầu vào năm 2014, được tài trợ bởi chính phủ Nhật Bản. Chương trình tái thiết đã hoàn thành vào năm 2023 và Lăng mộ của các vị vua Buganda ở Kasubi chính thức được đưa ra khỏi danh sách di sản thế giới bị đe dọa.

## Lăng mộ

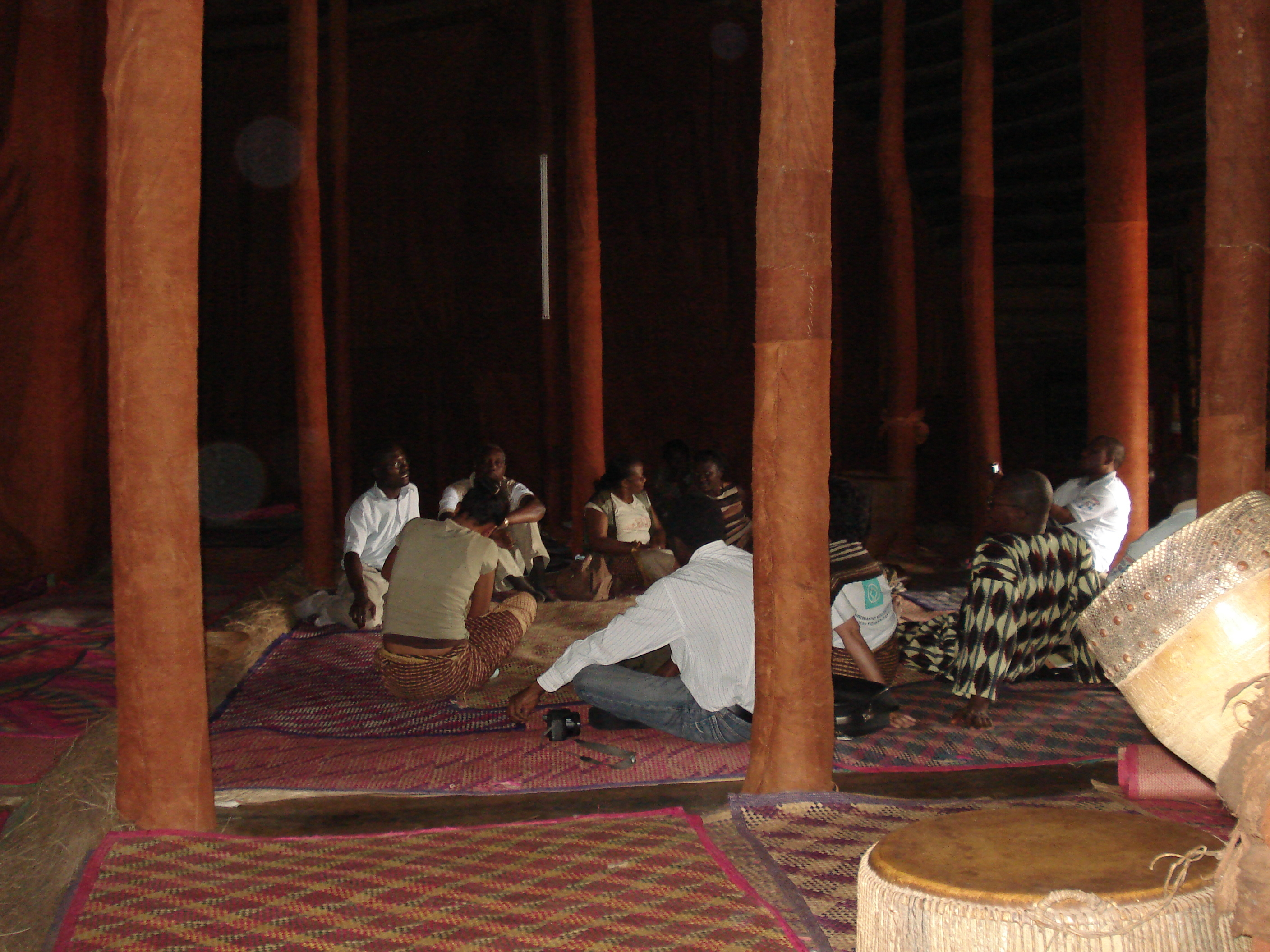
Bên trong lăng mộ Kasubi.

Di sản thế giới bao gồm khu vực có diện tích 26 hécta (64 mẫu Anh) nằm trên Đồi Kasubi ở thủ đô Kampala, cách trung tâm thành phố khoảng 5 kilômét (3,1 mi) về phía tây bắc. Hầu hết địa điểm này là đất nông nghiệp mở canh tác bằng kỹ thuật truyền thống. Một góc là cung điện hoàng gia được xây dựng vào năm 1882 bởi Muteesa I, vị Kabaka thứ 35 của Buganda để thay thế một cung điện trước đó được xây dựng bởi cha ông, Ssuuna II vào năm 1820. Cung điện trở thành nơi chôn cất hoàng gia sau khi Muteesa I qua đời vào năm 1884. Địa điểm này là một trong 31 ngôi mộ hoàng gia trên khắp Buganda, kể từ khi vương quốc được thành lập vào thế kỷ 13. Theo truyền thống, thi thể của vị vua quá cố được chôn cất tại một nơi, với một đền thờ riêng cho xương hàm của vị vua quá cố, được cho là chứa linh hồn. Bất thường nhất trong số các địa điểm là một khu vực ở Kampala chứa các ngôi mộ hoàng gia của bốn Kabaka của Buganda gồm Muteesa I, Mwanga II, Daudi Cwa II và Mutesa II. Hậu duệ của bốn vị Kabaka này lại được chôn cất tại một khu vực khác. Đây là một sự phá vỡ truyền thống đã tồn tại trước đó.
Ranh giới địa điểm nghi lễ trên đồi Kasubi còn được gọi là lăng mộ của Ssekabaka được đánh dấu bởi những cây Ficus natalensis đã bảo vệ nó khỏi sự phát triển từ các khu dân cư thấp tầng hiện đang bao quanh từ các phía. Khu vực nghi lễ chính nằm ở phía tây bắc của khu vực. Một cổng nhà (Bujjabukula) dẫn đến sân nhỏ và nhà chứa trống hoàng gia (Ndoga-Obukaba), sau đó là một sân tròn chính thứ hai (Olugya) nằm trên đỉnh đồi, bao quanh bởi hàng rào lau sậy.
Tòa nhà trung tâm được gọi là Muzibu Azaala Mpanga có chu vi 31 mét (102 ft) và cao 7,5 mét (25 ft) nằm ở ranh giới của sân, trên rìa của đường vào. Ban đầu nó được xây dựng từ cột gỗ, phên đan và vách đất trát lên, trên đỉnh là một vòm dày sử dụng rơm và 52 vòng lá cọ, đại diện cho 52 gia tộc truyền thống của người Baganda. Vật liệu xây dựng hiện đại đã được đưa vào sử dụng trong lần cải tạo lớn cuối cùng vào năm 1938 bởi Kabaka Mutesa II bao gồm một cấu trúc thép, cột bê tông và gạch, phần lớn được giấu sau lớp vật liệu truyền thống. Một vòm rộng và thấp dẫn đến các không gian linh thiêng bên trong, được ngăn cách bởi các vách ngăn bằng sậy, với các trang trí bằng vỏ cây và những khoảnh khắc ghi lại của các Kabaka. Những lăng mộ là những ngôi nhà nằm trong một khu rừng linh thiêng (Kibira), ngăn tầm nhìn của công chúng bằng một tấm màn vỏ cây. Sàn nhà được bao phủ bởi cỏ chanh và thảm lá cọ.
Khoảng sân cũng được bao quanh bởi một số tòa nhà xây dựng truyền thống, bao gồm một số nhà dành cho các góa phụ của Kabaka đã khuất, nhà của người trông coi các ngôi mộ hoàng gia. Theo truyền thống, những ngôi nhà của họ được xây dựng bằng cây keo và vách đất với mái tranh rơm, mặc dù theo thời gian, một số được xây dựng lại bằng gạch và mái kim loại. Đây cũng là nhà của các thành viên hoàng gia, và các quan chức hoàng gia và một số thành viên khác. Đây cũng là một trung tâm sản xuất và trang trí vải vỏ cây truyền thống của tộc Ngo và kỹ thuật làm tranh truyền thống của tộc Ngeye.
Tòa nhà được duy trì và quản lý bởi Vương quốc Buganda, vương quốc lớn nhất trong bốn vương quốc cổ đại của Uganda, cho đến khi nó bị tổng thống Milton Obote bãi bỏ, và một lần nữa sau khi được tổng thống Yoweri Museveni khôi phục vào năm 1993. Đây trở thành một địa điểm được bảo vệ theo luạtphaps của Uganda vào năm 1972. Đây là một địa điểm chính trị và tinh thần quan trọng đối với người Baganda. Năm 2001, nó được tuyên bố là Di sản thế giới của UNESCO.

## Hỏa hoạn

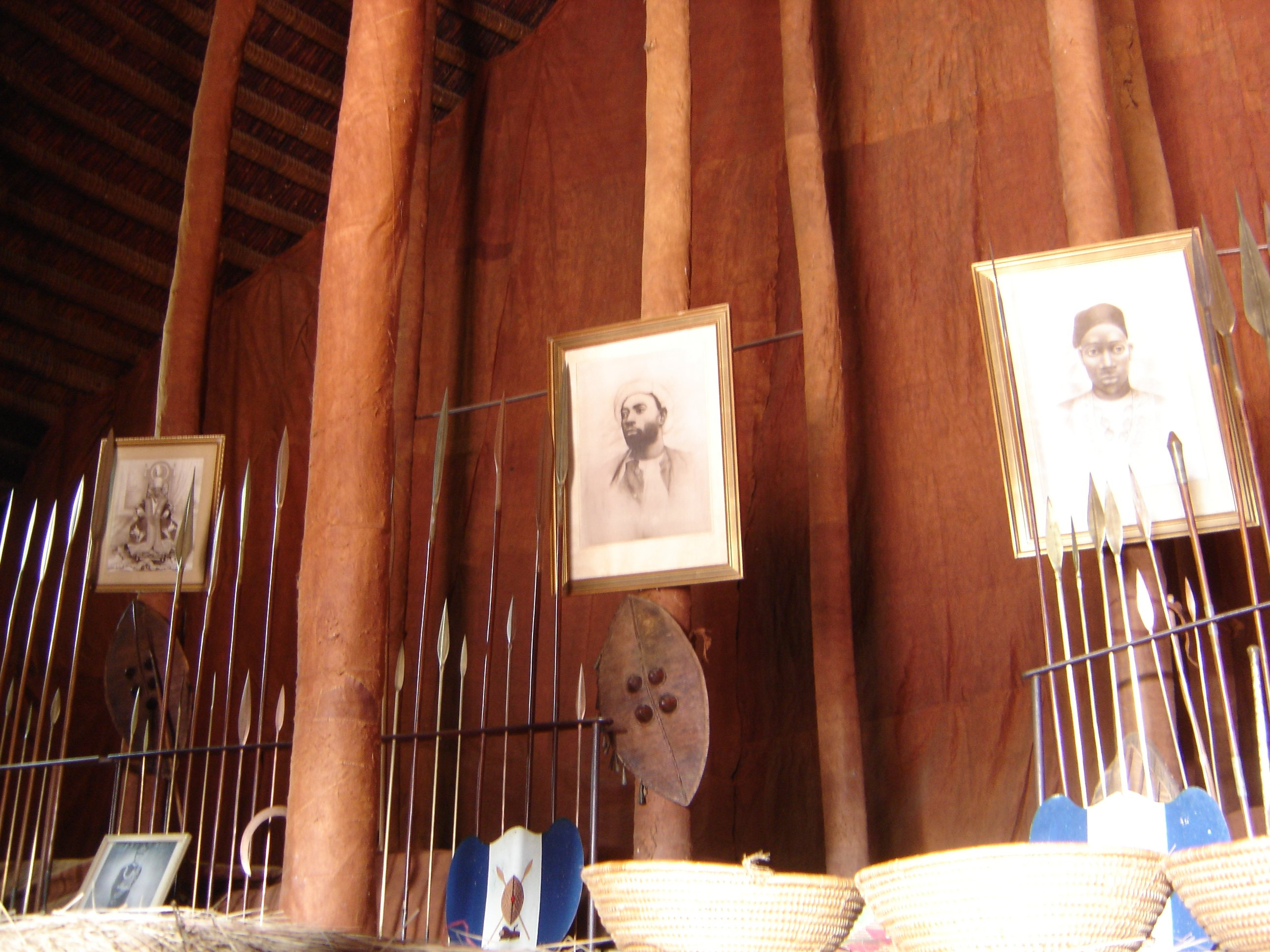
Bên trong của Muzibu Azaala Mpanga năm 2007, bao gồm cả thánh tích và chân dung của các Kabaka.

Vào ngày 16 tháng 3 năm 2010, khoảng 20 giờ 30 phút giờ địa phương, lăng mộ Kasubi đã bị lửa thiêu rụi. Nguyên nhân vụ cháy vẫn chưa được xác định. Vương quốc Buganda đã hứa sẽ tiến hành các cuộc điều tra độc lập về vụ hỏa hoạn, cùng với lực lượng cảnh sát quốc gia.
John Bosco Walusimbi là thủ tướng của Vương quốc Buganda phát biểu ngày 17 tháng 3: 
Vương quốc đang trong sự đau buồn. Không có từ nào để mô tả sự mất mát gây ra bởi hành động nhẫn tâm nhất này.— Theo The Guardian

Phần còn lại của các vị vua Kabaka vẫn còn nguyên vẹn, vì được bảo quản trong các lăng mộ nên đã tránh được sử hủy hoại hoàn toàn. Vào ngày 17 tháng 3 năm 2010, vị vua thứ 36 của Buganda là Muwenda Mutebi II và tổng thống Uganda Yoweri Museveni đã đến thăm khu vực lăng mộ Kasubi. Hàng trăm người cũng đến địa điểm này để giúp tìm kiếm những gì còn sót lại. Trong chuyến đi này, bạo loạn đã xảy ra và lực lượng an ninh đã bắn chết hai kẻ gây bạo loạn và năm kẻ khác bị thương. Lực lượng an ninh và cảnh sát Uganda cũng đã đụng độ với những kẻ bạo loạn tại Uganda. Họ đã sử dụng hơi cay để giải tán những kẻ bạo loạn của nhóm dân tộc Baganda.
Chính quyền của Vương quốc Buganda tuyên bố sẽ xây dựng lại các ngôi mộ và tổng thống Museveni cho biết chính phủ quốc gia sẽ hỗ trợ. Một ủy ban đã được thiết lập để xác định nguyên nhân vụ cháy. Ủy ban này đã bàn giao một báo cáo cho chính phủ Uganda vào tháng 3 năm 2011, nhưng kể từ tháng 4 năm 2012, bản báo cáo đã không được công bố cho công chúng. Kể từ tháng 12 năm 2012, một kế hoạch khôi phục lăng mộ Kasubi đã được đưa ra với sự viện trợ từ các tổ chức nước ngoài. Chính quyền Buganda hiện đã nhấn mạnh vào các biện pháp an ninh trong quá trình phục hồi và sẽ hạn chế việc vào lăng mộ.
Để đối phó với vụ việc, một kế hoạch đã được gửi tới Quỹ Ủy thác về Bảo tồn Di sản văn hóa thế giới của UNESCO để thiết lập một kế hoạch tái thiết các lăng mộ. Dựa trên kết quả của kế hoạch, chính phủ Nhật Bản đã quyết định cung cấp, hợp tác với Quỹ dự án để xây dựng lại các lăng mộ, giúp di sản này sớm được đưa ra khỏi Danh sách di sản thế giới bị đe dọa, thiết lập một kế hoạch phòng ngừa rủi ro hiệu quả và cử các chuyên gia phục hồi tài sản văn hóa.